# Condado de Jasper (Indiana)
O Condado de Jasper é um dos 92 condados do Estado americano de Indiana. A sede do condado é Rensselaer, e sua maior cidade é Rensselaer. O condado possui uma área de 1 454 km² (dos quais 4 km² estão cobertos por água), uma população de 30 043 habitantes, e uma densidade populacional de 21 hab/km² (segundo o censo nacional de 2000). O condado foi fundado em 1838.